# Judenbischof
Judenbischof (Episcopus Judaeorum) war (seit 1090) die behördliche Bezeichnung für den Vorsteher jüdischer Gemeinden im Mittelalter. Oft handelte es sich einfach um den Gemeinderabbiner. Der Judenbischof war dem Staat gegenüber verantwortlich für die Steuereinziehung unter den Juden.
Offiziell fand der Titel erstmals Gebrauch 1090 im Wormser Privileg Heinrichs IV. für die Wormser Juden, das auch für die Speyerer Juden gültig war.